# Spawn of Possession
Spawn of Possession – szwedzka grupa muzyczna wykonująca techniczny brutalny death metal. Powstała w 1997 roku w mieście Kalmar w Szwecji.

## Dyskografia
- The Forbidden (demo, 2000, wydanie własne)
- Church of Deviance (demo, 2001, wydanie własne)
- Cabinet (LP, 2003, Unique Leader Records)[8]
- Noctambulant (LP, 2006, Neurotic Records)[9]
- Incurso (LP, 2012, Relapse Records)[10]